# Collier (motorfiets)
Collier is een historisch Brits merk van race-motorfietsen.
Bob Collier werkte als technicus bij Norton maar bouwde in de jaren vijftig in zijn vrije tijd bijzondere constructies die bij Norton zelf niet te realiseren waren. Meestal waren dit racemotoren voor bevriende coureurs.